# 右左口村
右左口村（うばぐちむら）は山梨県東八代郡にあった村。現在の甲府市南部、国道358号沿線にあたる。

## 地理
- 山：曽根丘陵（米倉山）、日蔭山

## 出身者
- 山崎方代

## 歴史
- 1889年（明治22年）7月1日 - 町村制の施行により、滝川村および豊富村の一部（大字右左口）の区域をもって発足。
- 1955年（昭和30年）3月31日 - 柏村と合併して中道町が発足。同日右左口村廃止。